# Scaptodrosophila peniquadrata
Scaptodrosophila peniquadrata är en tvåvingeart som först beskrevs av Sundaran och Gupta 1991.  Scaptodrosophila peniquadrata ingår i släktet Scaptodrosophila och familjen daggflugor. Inga underarter finns listade i Catalogue of Life.